# Kalianan
Kalianan is een bestuurslaag in het regentschap Probolinggo van de provincie Oost-Java, Indonesië. Kalianan telt 4180 inwoners (volkstelling 2010).